# Wildensbuch
Wildensbuch är en ort i kommunen Trüllikon i kantonen Zürich i Schweiz. Den ligger cirka 6 kilometer sydost om Schaffhausen och cirka 17,5 kilometer nordväst om Winterthur. Orten har cirka 139 invånare (2021).